# Бакеева, Хава Хамидуловна
Хава Хамидуловна Бакеева (3 августа 1932 — 30 июля 2003) — передовик советской текстильной промышленности, прядильщица Калининской прядильно-ткацкой фабрики имени А. П. Вагжанова Министерства текстильной промышленности РСФСР, Герой Социалистического Труда (1974).

## Биография
Родилась 3 августа 1932 года в городе Твери. Мать работала на швейной фабрике имени Володарского, а отец трудился кочегаром, а затем машинистом паровоза. В семье воспитывалось четверо детей.
В начале Великой Отечественной войны, когда немцы подошли близко к городу, вся семья экстренно под разрывы снарядов была эвакуирована. Уехали в Горьковскую область, где от тяжёлых болезней умер отец. Возвратившись в родной город семье негде было жить, их квартира была разрушена. Ютились на кухне в квартире где жили ещё одиннадцать человек.
Окончив семь классов и ремесленное училище Хава в 1949 году трудоустроилась на фабрику имени Вагжанова, где и проработала более сорока лет. С первых дней показала себе прилежным работником, познала все тонкости профессии. Она стала первой в цехе работать на трёх машинах. Первой на фабрике стала обслуживать четыре машины, которые насчитывали 1632 веретена. Её примеру последовали прядильщицы многих предприятий Советского Союза. Она выработала свой — «бакеевский» стиль работы. В 1966 году была награждена орденом Ленина.
На фабрику имени Вагжанова часто приезжали по обмену опытом с других советских предприятий, а также из-за рубежа. Здесь стала действовать межфабричная школа по изучению передового опыта знатной калининской прядильщицы.
Указом Президиума Верховного Совета СССР от 16 января 1974 года «за выдающиеся успехи в выполнении заданий пятилетки и принятых социалистических обязательств, большой творческий вклад в увеличение производства товаров народного потребления и улучшение их качества» Хаве Хамидуловне Бакеевой было присвоено звание Герой Социалистического Труда с вручением ордена Ленина и медали «Серп и Молот».
Продолжала и дальше трудиться в лёгкой промышленности до выхода на заслуженный отдых в 1995 году. Сильно болела, не могла выходить из дома.
У неё большая и дружная семья. Она воспитала трёх сыновей.
Проживала в городе Твери. Умерла 30 июля 2003 года.

## Награды
За трудовые успехи была удостоена:
- золотая звезда «Серп и Молот» (16.01.1974);
- два ордена Ленина (1966, 16.01.1974);
- Орден Октябрьской Революции;
- Орден Дружбы народов
- другие медали.